# Marc Dumoulin
Marc Dumoulin, nacido el 6 de abril de 1950 en Sainte-Marie-aux-Mines (Alto Rin) es un político francés.

## Biografía

### Familia
Marc Philippe Dumoulin nació el 6 de abril de 1950 en Sainte-Marie-aux-Mines (Alto Rin), sus dos padres eran comerciantes.
Es padre de un niño, nacido de su primera mujer y se volvió a casar en junio de 1983.

### Formación
Tiene un master en ciencias económicas por la universidad Louis-Pasteur de Estrasburgo.

### Carrera profesional en el turismo
Debutó en la Cámara de comercio y de industria de Colmar y de Centro-Alsacia, antes de presidir la oficina del turismo del valle de Sainte-Marie-aux-Mines. A continuación fue director general de la Casa de Alsacia a París (1979-1997). En 1994 fue nombrado presidente de la Federación nacional de los oficios de turismo y sindicatos de iniciativa (FNOTSI).

### Carrera política
El 1 de enero de 1997, fue elegido diputado de la segunda circunscripción de Alto Rin en Ribeauvillé con el partido RPR, pero se sentó como independiente desde el 1 de diciembre de 1998 como consecuencia una acusación de asalto sexual a su sobrina.
Durando su mandato, participó en los trabajos de la Comisión de la producción y de los intercambios (desde el 13 de junio de 1997 al 17 de diciembre de 1998), y de la Comisión de la defensa nacional y de las fuerzas armadas (del 26 de febrero de 1999 al 30 de septiembre de 1999 y del 1 de octubre de 1999 al 18 de junio de 2002).

## Mandatos y funciones políticas

### Mandatos nacionales
- Diputado: 1 de junio de 1997 hasta el 18 de junio de 2002

## Queja y condena por violación
En 1998, Marc Dumoulin fue objeto de una denuncia de violación por parte de su sobrina. Los hechos datan de abril de 1985, cuando la víctima, entonces mayor de 12 años y medio, se encontraba de vacaciones con su tío y padrino. Ella lo acusó de haber cometido sobre ella el acto de penetración sexual. Marc Dumoulin nego haber cometido tales actos, y reconoce "caricias" sobre su sobrina y tocamientos en su propio hijo.
El 17 de octubre de 2001 fue condenado a cinco años de prisión, incluidos tres años de pena privativa de libertad, pero apeló. El 6 de noviembre de 2001, la oficina de la Asamblea Nacional levantó la inmunidad parlamentaria de Marc Dumoulin, permitiendo su encarcelamiento. El 2 de junio de 2002, Marc Dumoulin fue condenado en apelación por el tribunal de apelación de Metz, a ocho años de prisión y cinco años con privación de libertad. Esta sentencia fue confirmado por el Tribunal de casación en marzo de 2003.

## Distinción
Marc Dumoulin fue nombrado caballero de la orden nacional del Mérito en 1990.

### Biografía
- Jean-Pierre Kintz, « Marc Dumoulin », in Nuevo diccionario de biografía alsaciana, vol. 44, p. 4573

- Datos: Q3287966